# Emmauskerk (Den Haag)
De Emmauskerk is een rooms-katholieke parochiekerk aan de Leyweg in de Nederlandse stad Den Haag. 

## Voorgeschiedenis
De parochie werd in de jaren 50 opgericht door de franciscanen vanuit de Boskantkerk voor de nieuwe wijk Morgenstond. De ovaal gevormde moderne parochiekerk met opengewerkte betonnen klokkentoren en klooster kwam in 1958 gereed. De kerk werd gewijd aan de heiligen Lodewijk en Antonius van Padua.

## Fusie parochie
Wegens teruglopend kerkbezoek fuseerde de parochie in 1995 met de parochies van O.L.V. van Altijddurende Bijstand, Pius X en O.L.V. van het Allerheiligst Sacrament tot de Emmausparochie. Na de sluiting van de andere drie kerkgebouwen ging de naam van de parochie over op het kerkgebouw. De H.H. Antonius en Lodewijkkerk heette voortaan Emmauskerk.

Anno 2012 is de kerk samen met Maria Eik en Duinen, de Pastoor van Arskerk en de Titus Brandsmakerk onderdeel van de Parochie de Vier Evangelisten.

## Monument
De kerk werd oorspronkelijk ontworpen door de architecten F.P.J. Peutz en W.C. Wouters. Volgens de rijksdienst voor het cultureel erfgoed zou de Duitse architect Dominikus Böhm het hoofdontwerp hebben geleverd. De architecten Mari Baauw en Réne Olivier van Royal Haskoning Architecten waren verantwoordelijk voor de herinrichting in 2006. Nadat de gemeente Den Haag het gebouw tot gemeentelijk monument had verklaard, werd het op de lijst Top 100 Nederlandse monumenten 1940-1958 geplaatst. Vervolgens kreeg het ook een erkenning als rijksmonument vanwege de cultuurhistorische, de architectuurhistorische en de stedenbouwkundige waarde. Daarbij werd onder meer rekening gehouden met het gegeven dat de kerk een vervanger was van een in de Tweede Wereldoorlog verwoeste kerk, met de wijze waarop de kerk is vormgegeven door middel van een "zeldzame ellipsvorm", met de ligging in de wijk, met de "markante hoge klokkentoren" en met het werk van de beeldend kunstenaar Eugène Laudy, die diverse objecten in de kerk heeft vervaardigd.

## Verbouwing
Vanwege de plaats van de kerk in het winkelcentrum Leyweg besloot de parochie dit gebouw te behouden en de andere kerken te sluiten. Door de rijksmonumentenstatus kan men rekenen op financiële steun van de overheid om het monument in stand te houden. De buitenkant van de kerk kreeg in 2006 een opknapbeurt. Tevens werd het kerkplein voor de hoofdingang geïntegreerd met de openbare ruimte zodat het nu met het opnieuw ingerichte winkelcentrum een geheel vormt.
Inwendig werden de zijbeuken verbouwd tot parochieruimtes en zijkapellen. De kerkruimte is zodanig heringericht dat een flexibel gebruik mogelijk is. Het monumentale karakter van het gebouw bleef in stand.